# 日野・K♯/T♯/H♯型トラック
日野KTH型トラック (ひのケーティエイチがたトラック) は、日野自動車がかつて製造していた大型トラックである。

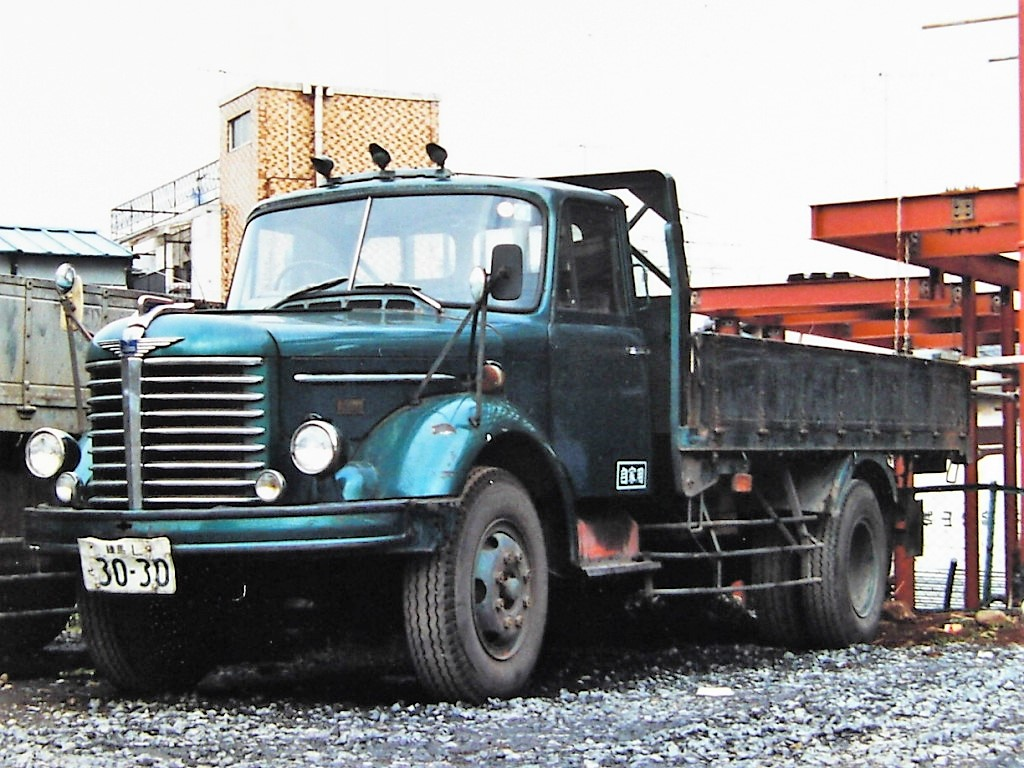
TE11 1969年式

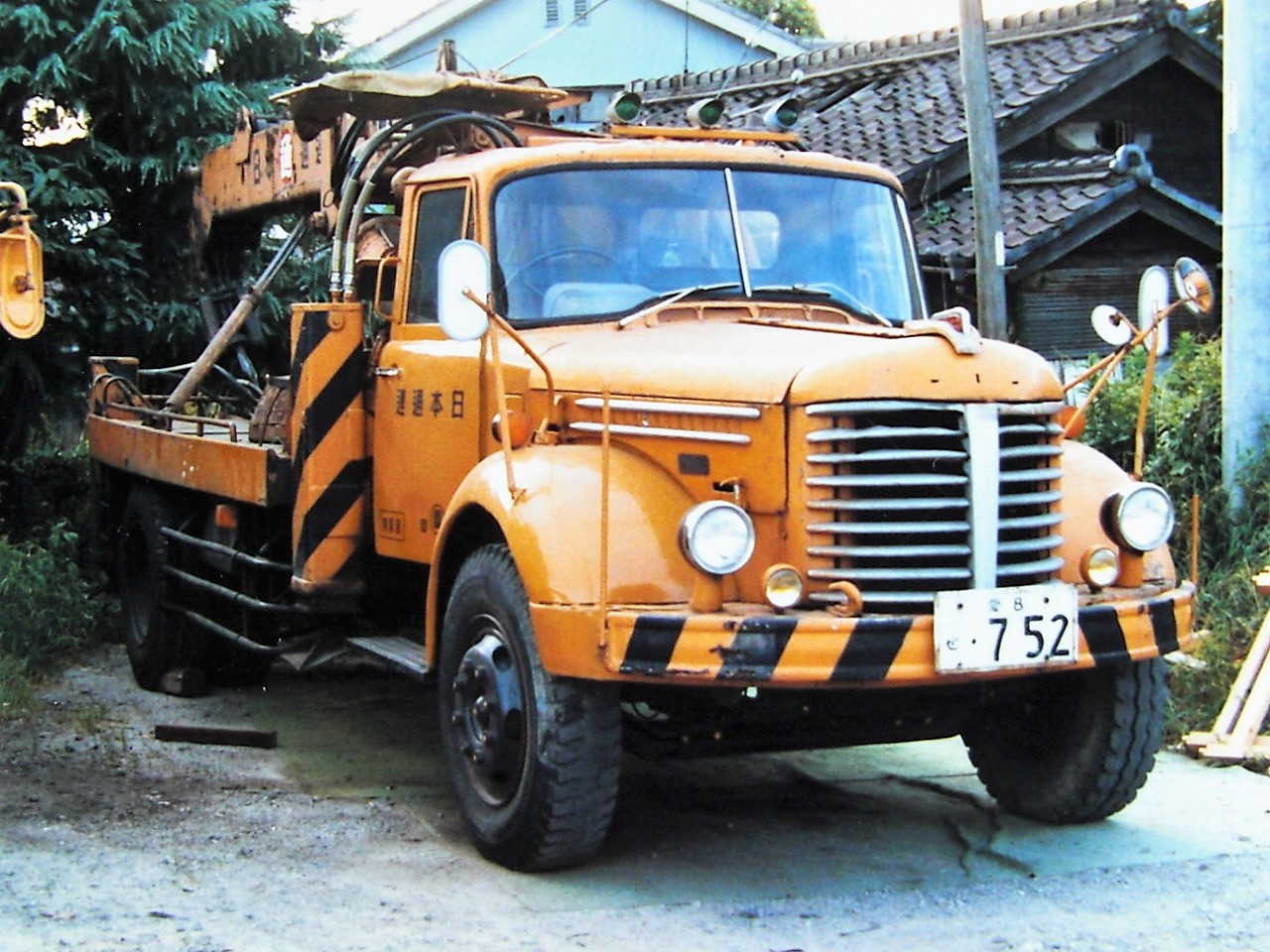
TH17 1964年式

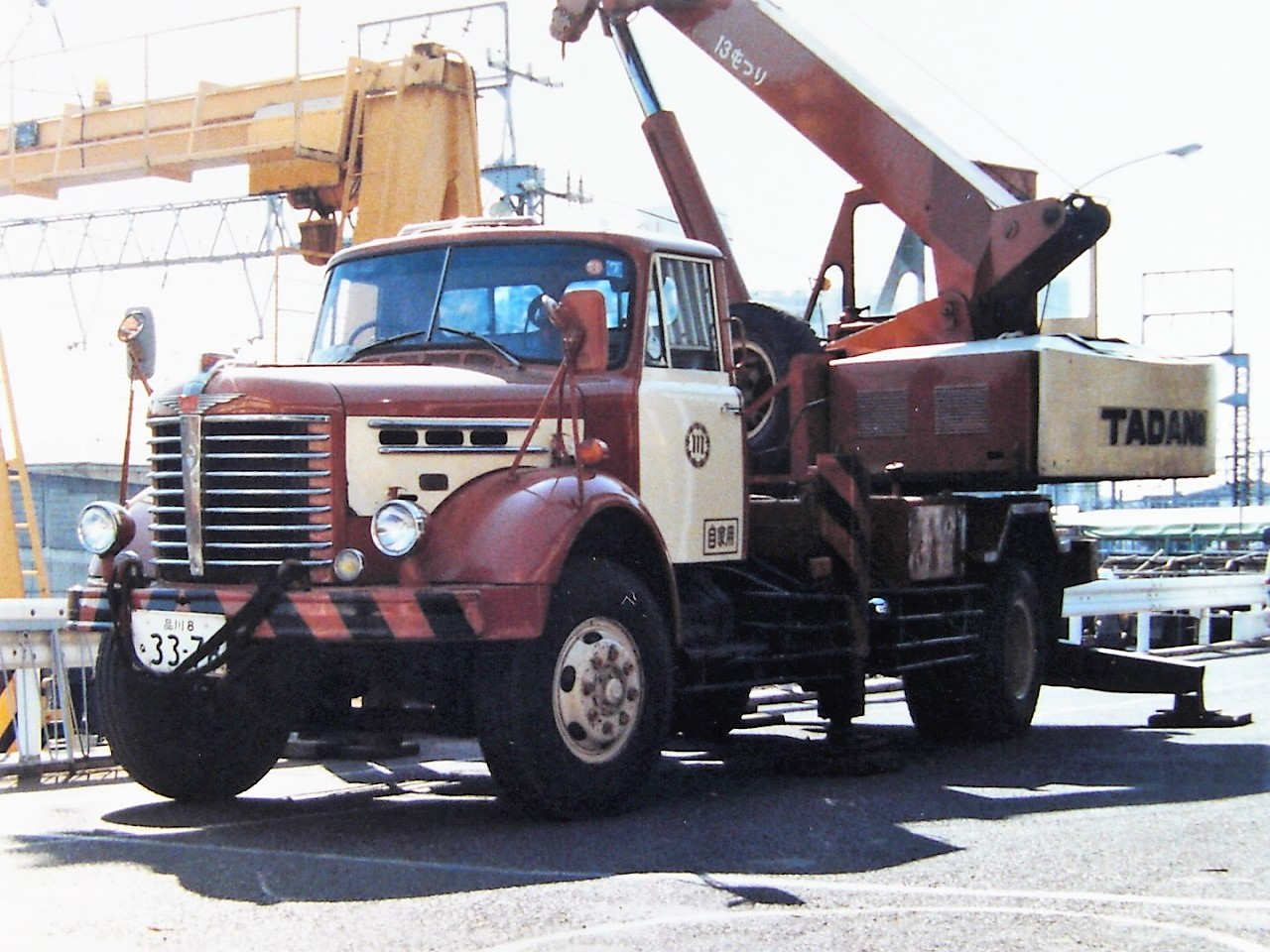
KB120 1969年式

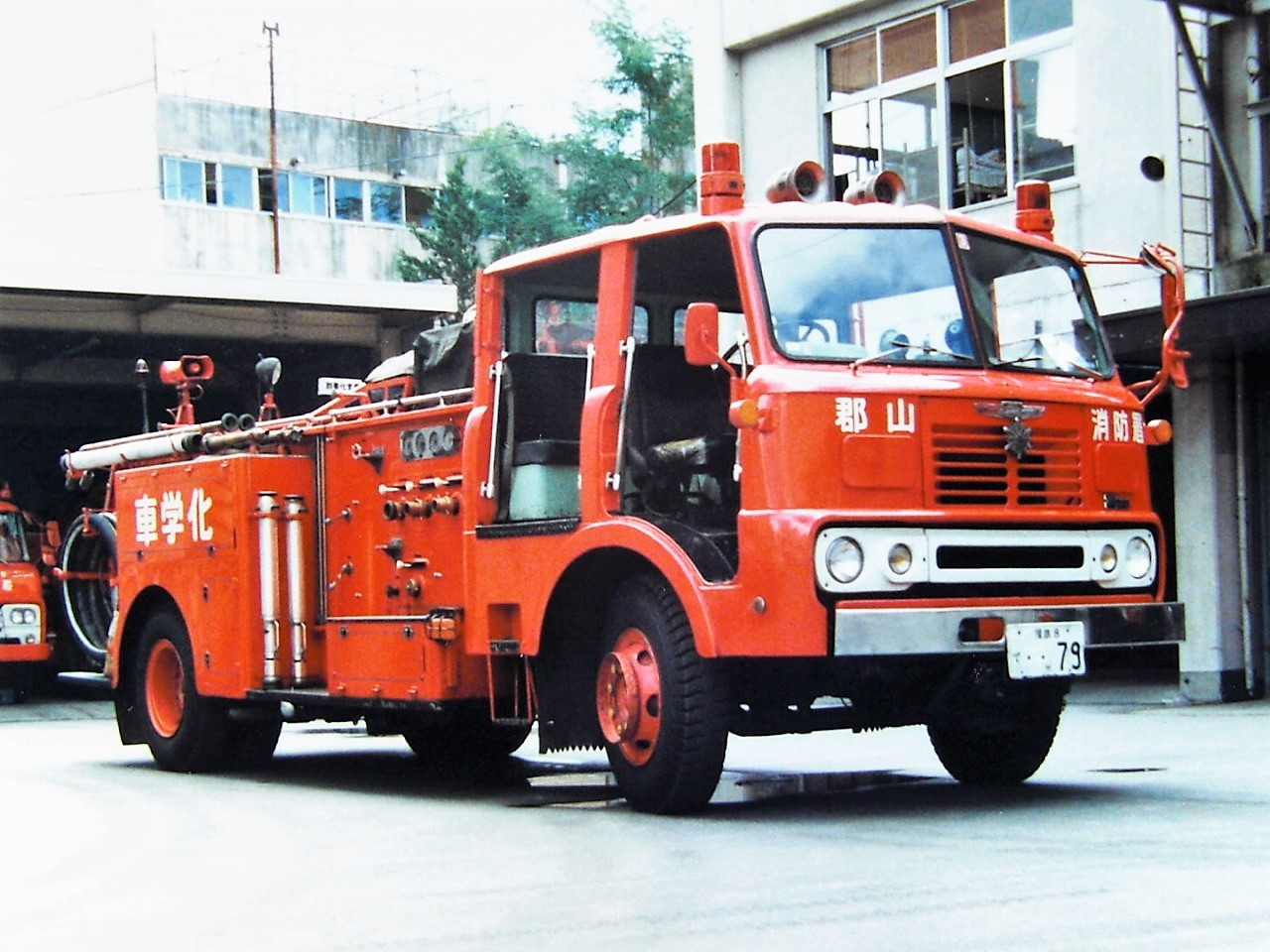
TH80 1968年式

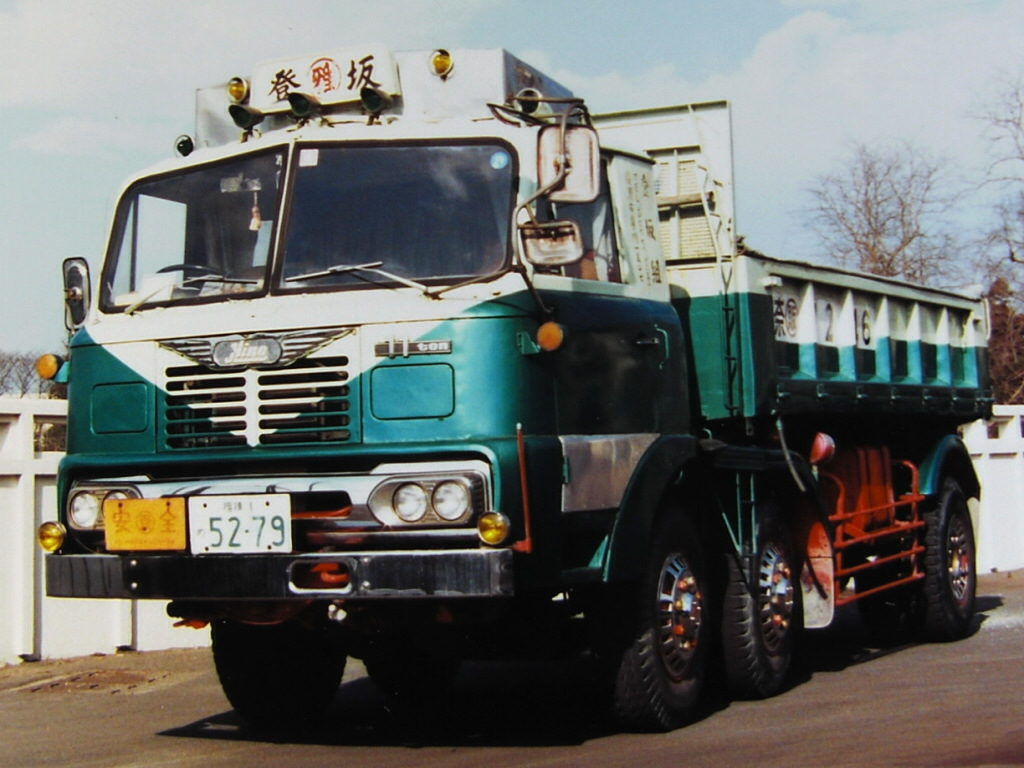
TC300 1968年式

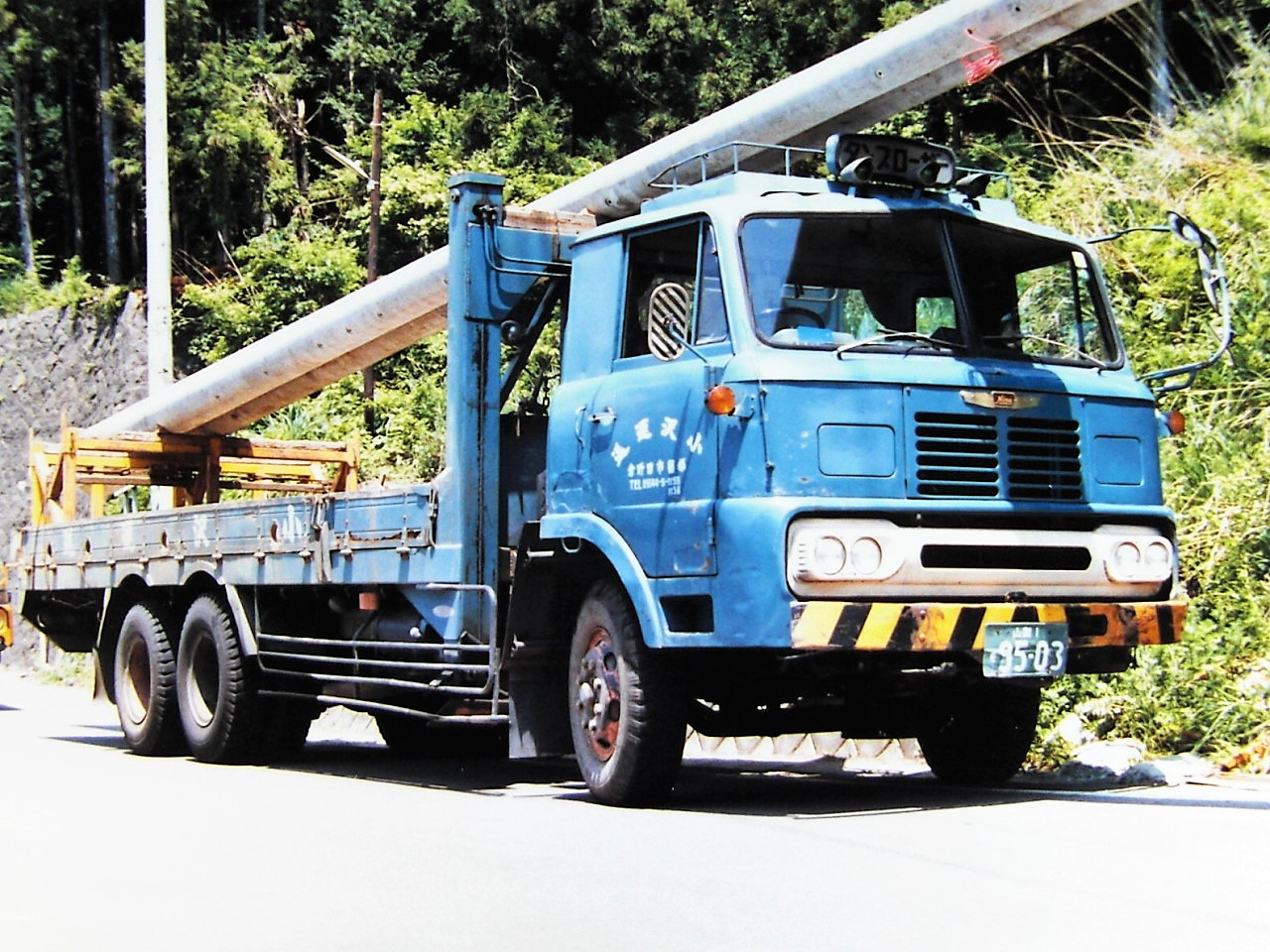
ZM700 1969年式

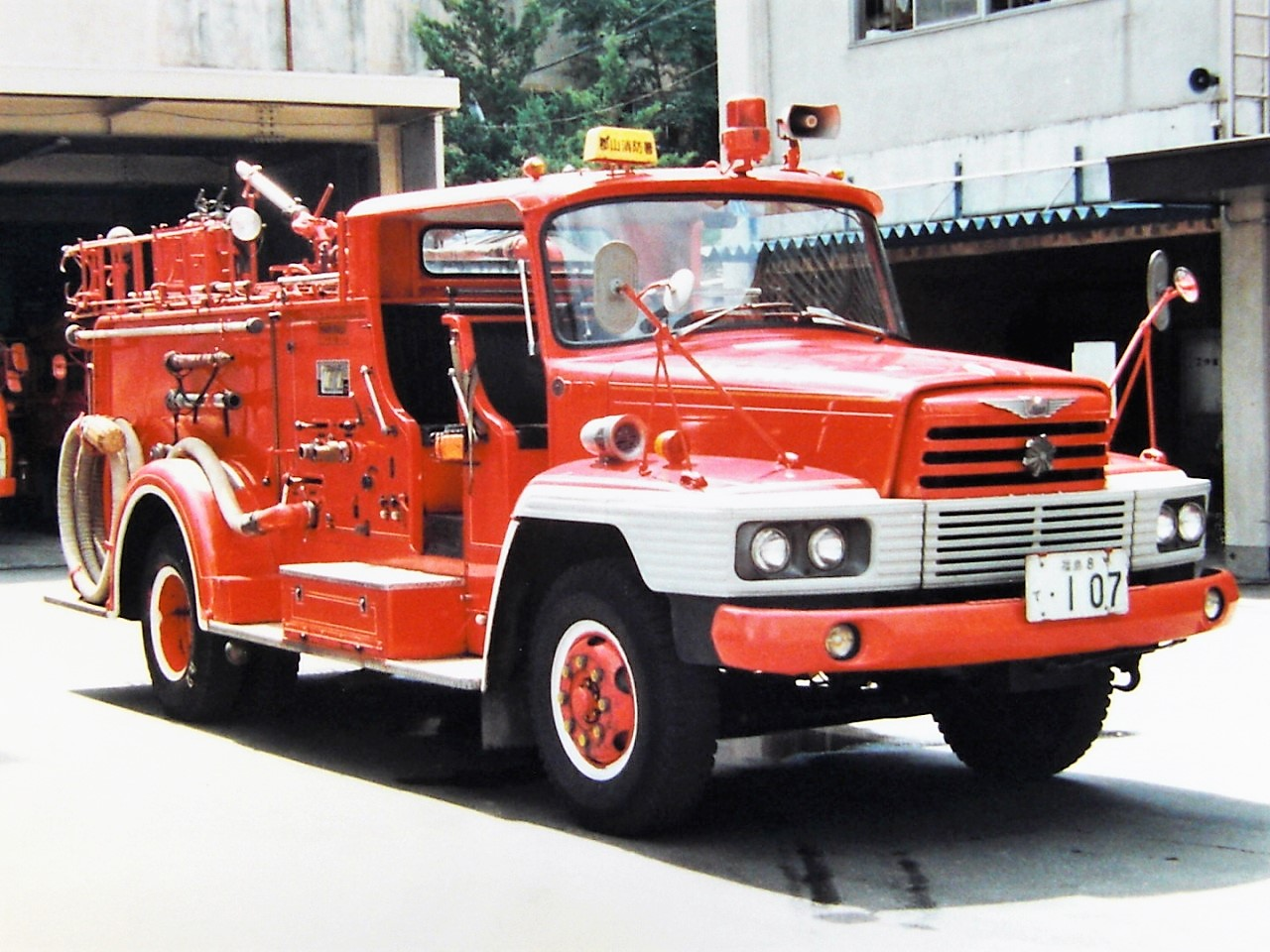
TE100 1970年式

## 概要
日本初のキャブオーバー型トラックとして1959年に登場。細かな変更や改良を繰り返し、1969年まで生産された。
1969年に登場した2代目は1970年代を代表する日野の大型トラックである。シャーシによって車系の最初のアルファベットが異なり、特に共通した通称もなかったためそれぞれの型式で呼ばれることが多い。キャブオーバー型とボンネット型が存在し、同時生産されていた。
映画トラック野郎のライバル車として、数多く出演している。
KF中期型
関門のドラゴン（第1作『御意見無用』）
コリーダ丸（第4作『天下御免』）
HE中期型
四代目カムチャッカ丸（第3作『望郷一番星』）
KF後期型
ジョーズI（第5作『度胸一番星』）
TC後期型
ジョーズII、IV、V（『度胸一番星』。なおIIIはふそうFT）
HH中期型
子連れ狼（第6作『男一匹桃次郎』）
HE後期型
龍馬号（第10作『故郷特急便』）
など。

## 歴史

### 前史
- 1950年5月トレーラートラックT10型に続き戦後初の単車として7.5t積みのTH10型発売。エンジンは新開発のDS10型を搭載。「剣道面」と呼ばれた日野のボンネット車の最初のモデルとなる。
- 1951年2月短尺のSH10型発売。
- 1956年5月6.5t積みのKSH13型発売。

### 初代（1961年-1969年）
- 1959年（昭和34年）3月 - 日本の大型トラック初のキャブオーバー型&前2軸トラックとしてTC10型がデビュー[1]。以後の一時期、「TC型」は同業他社でも前2軸式の代名詞となる。
- 1961年（昭和36年）9月 - キャブデザインを一新したTC30型発売。エンジンはDK10型を搭載。
- 1962年（昭和37年）2月 - TCをベースとした8 t積み2軸車TH80型を発売。エンジンはDS50型（160 ps）を搭載。
- 1964年（昭和39年）11月 - 3軸車（前1軸・後2軸）のZM100D型発売。
- 1965年（昭和40年）2月 - フルトラクタKA300型を発売。エンジンはDK100型（195 ps）を搭載。後に発売されるKBと同じ2軸車で8 t積みである。TH型のキャブオーバー型はモデルチェンジされKA300とKB340型になった。
- 1966年（昭和41年）11月 - 2軸トラクタHE300型を発売。
- 1967年（昭和42年）2月 - 3軸車（前1軸・後2軸）KF721型を発売。エンジンはDK10T型（260 ps）を搭載。
- 1967年（昭和42年）9月 - 8 t積み2軸車KB340型を発売。エンジンはEB100型（175 ps）を搭載。
- 1968年（昭和43年）6月 - マイナーチェンジ。TC320型になった。フルトラクタKG300型（6X2F）、セミトラクタHG300型（4×2）登場。キャブは専用設計の角ばったデザインで、エンジンはEA100型（280 ps）を搭載。ボンネット型のTH型の型式がKB100・KB120型に変わった。

### 2代目（1969-1981年）
- 1969年9月初のフルモデルチェンジ。デザインはイタリア人デザイナー・ジョヴァンニ・ミケロッティによる物。この頃はまだウインカーはオレンジの単色だった。同時に3軸トラクタHH700型を発売。この時のトラクタはまだ通常シャーシ（単車）と同じローマウントキャブで、グリルなどの違いも全く無かった。トラッククレーン用のZT・ZR・ZSのみ、ベッドレスのショートキャブで、速度表示灯も省かれていた。この3モデルは前輪より前にキャブがマウントされた超低キャブ仕様で、単車用のグリルをそのまま装着していたが、キャブの搭載位置によるバンパーの最低地上高が低いため、後に行われる71年のマイナーチェンジまではFグリルがバンパーを兼ねていた。

- 1970年4月ボンネットトラックフルモデルチェンジ。TH10型以来続いた「剣道面」からチルトボンネット採用の新デザインに変更。2軸トラクタHE型をモデルチェンジの上追加。型式はHE301型となる。この時はまだ単車と同じ標準キャブである。

- 1971年7月マイナーチェンジ。キャブフロントのデザイン変更をうけた。標準キャブは全車キャブの搭載位置が上昇し、フロントアクスルがやや後方へ移動した。フロントフェンダーとドアの間にスペーサーパネルが入る。（TC型はフェンダーのプレスが前期と変わっているのが確認できる。）トラクタのみハイキャブ化されるとともにデザインが大きく変更された。またトラクタのみフロントアクスルがかなり前寄りの位置に存在していた。これは全長の長いトレーラーを牽引することを想定したレイアウトであった。ウインカーがオレンジの単色レンズからポジションランプ部分がクリアレンズになり2トーン化されている。同時に「赤いエンジン」を投入。V8がEF100型（280ps・350ps）とEG100型（305ps）、L6がED100型（260ps）がある。トラッククレーン向けのZT・ZR・ZSはFバンパーが金属製の専用品に変わり、グリルとバンパーが一体化、強化された。これはクレーンのフックを固定し走行中に暴れるのを防止し固定するための対策でもあった。尚、フルトラクタは単車系がベースとなるためハイマウントキャブではない。この時、2軸車のKB型キャブオーバー車は前期型に準じた仕様（キャブ位置・フロントアクスル位置）で生産される。フロントウインカーに関しては他のモデル同様の変更がある。

- 1971年12月HH130型（ED100型搭載）、HH340型（EF100型搭載）をマイナーチェンジの上追加。同時にZM101D型（ED100型搭載）、フルトラクタTC741型を発売。

- 1974年11月低床4軸のKS300系を追加。世界初の4軸低床トラックである。第1軸は大型高床車用の8スタッドホイールに扁平タイヤを組み合わせ、第2軸以降は中型車用の6スタッドホイールを装備した。このためKS系のスペアタイヤは全車2個搭載されている。

- 1975年7月ビッグマイナーチェンジ。単車のフロントグリルのデザインと形式プレートの位置がフロントパネルからグリル左上に変更された（全車）。トラクタはフロントアクスルの位置が後退し、他の前1軸車に近いスタイルとなった（3型セミトラクタのフロントアクスルは1型と同じ位置であり、3型のカーゴ系よりも前寄りにある）。通称「ゆとりのビックワンシリーズ」と命名して発売。セミトラクタのキャブ左後方に存在していたシュノーケルは消滅している。前期型に近いスタイルのまま生産されていたKB型キャブオーバー車もこの時に他のカーゴ系同様の変更を受けている。

- 1976年4月キャブオーバー車のインパネのデザインを変更し「悠々キャビン」と命名して発売。

- 1977年8月除雪車がボンネット型全輪駆動車（4×4）のZH110型からハイキャブのWD300型にモデルチェンジ。エンジンはEK100型(270ps)。

- 1979年10月マイナーチェンジ。昭和54年排出ガス規制に適合。テールランプも丸型から角形へ変更された。トラクタは前期型以来の標準キャブに戻される。グリル上段右側（右側ヘッドライトの上部）に「TRACTOR」のロゴが入ったプレートが装着される。総輪駆動車のみハイキャブ存続。
- 1980年7月マイナーチェンジ。助手席側のドアにジャストウィンドウと呼ばれる安全窓が追加。

- 1981年除雪車と構内専用車を除き生産終了。後継車はスーパードルフィン。

- 1984年除雪車もスーパードルフィンにフルモデルチェンジ。

## ラインナップ
★はボンネット型も存在。
- TC型（6X2F）
- TE型（4X2ボンネット型）
- TH型（4X2、KB型の前身）★
- ZM型（6X4、KFの2デフ版）★
- KF型（6X2R、ZMの1デフ版）
- KS型（低床8X4）
- KB型（4X2）★
- KA型（4X2フルトラクタ）★
- HE型（4X2セミトラクタ）
- HH型（6X4セミトラクタ）

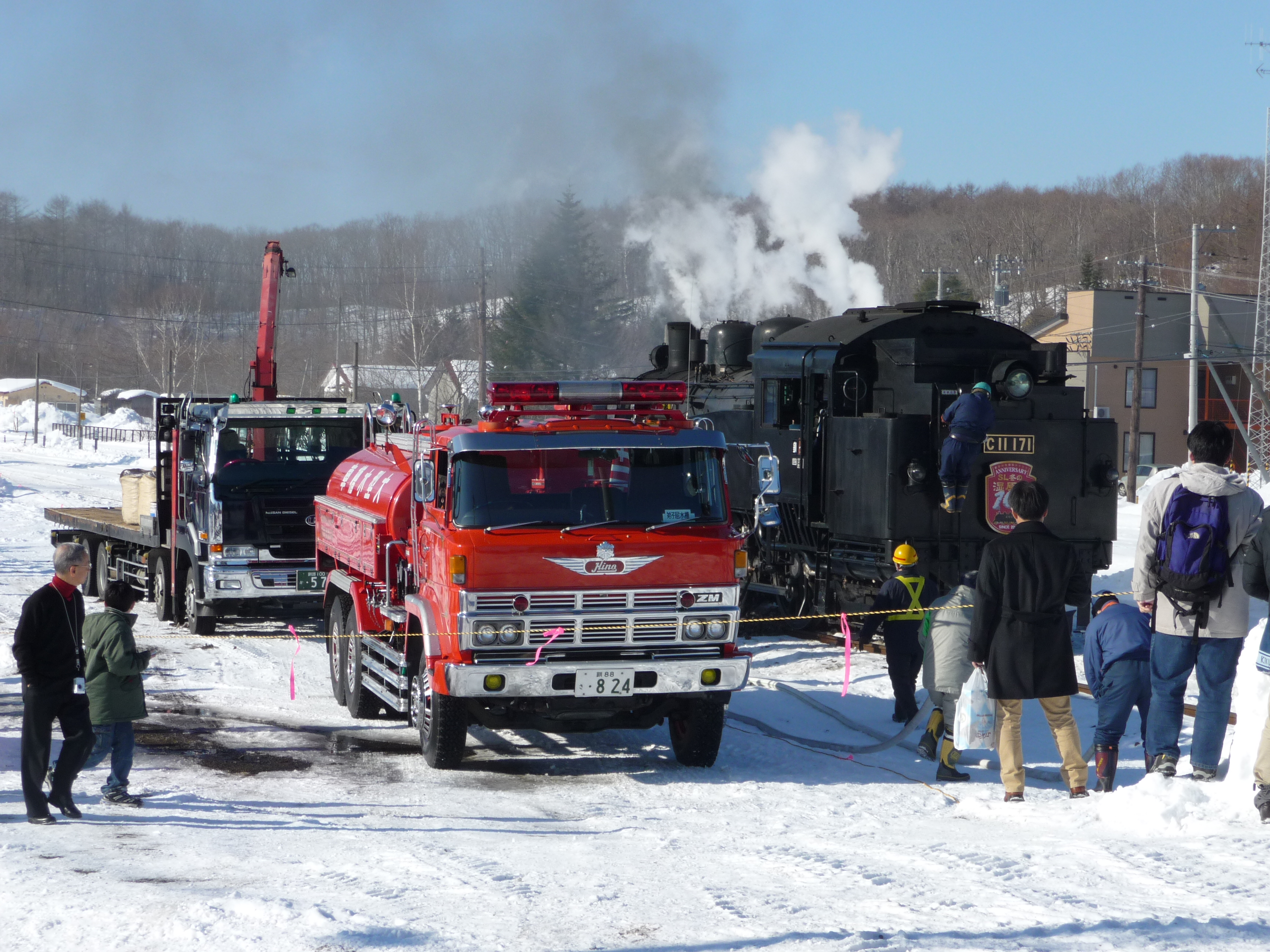
ZM後期型 大型水槽車

- HY型（6X4セミトラクタ、ボンネット型）★
- ZC型（6X6ボンネット型）
- ZH型（4×4全輪駆動車、ボンネット型)
- ZT型（6X4ローキャブ・トラッククレーン仕様）
- ZR型（8X4ローキャブ・トラッククレーン仕様）
- ZS型（6X2Fローキャブ・トラッククレーン仕様）
- ZQ型（6X4ローキャブ・トラッククレーン仕様、専用1人乗りキャブ）
- BG型（4X2、低床キャブ仕様）
- WD型（4X4、全輪駆動車）
- 構内専用ダンプWP型（6X4）

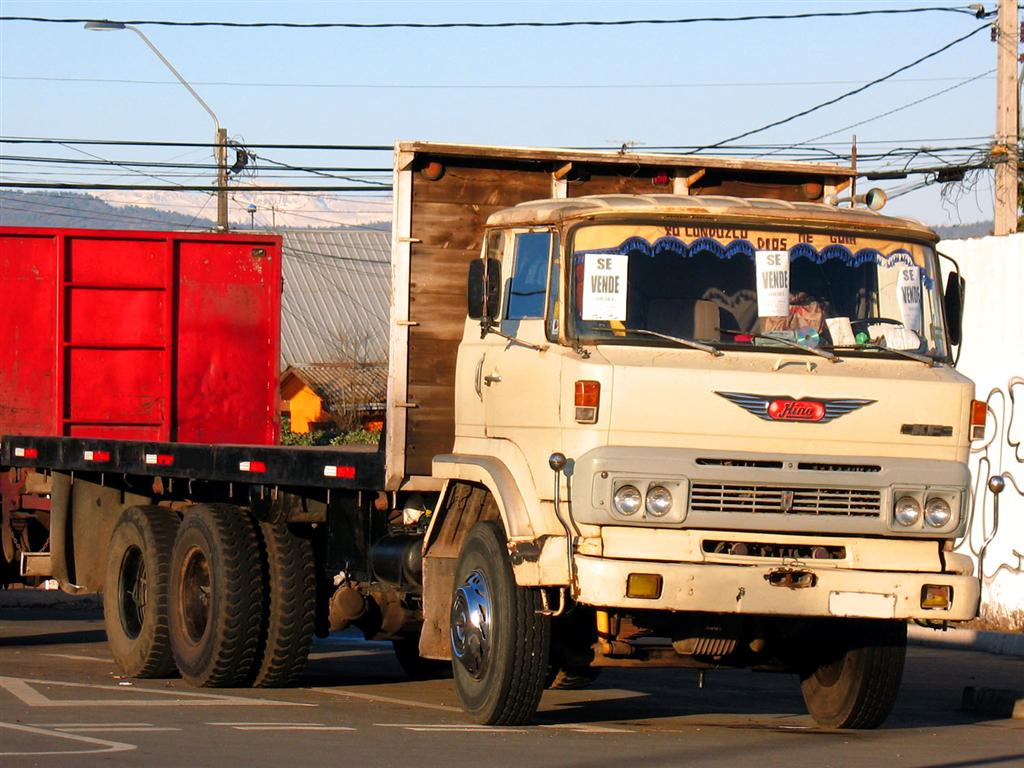
KF
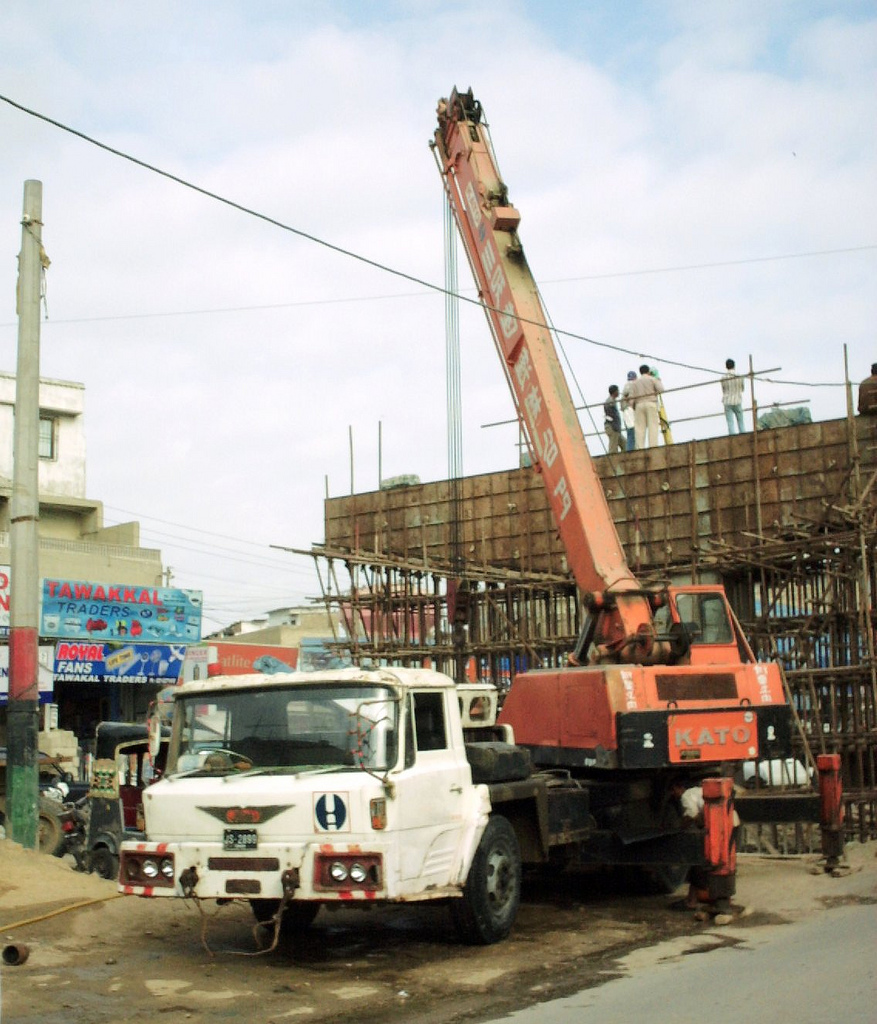
ZT